# Kanton Soulaines-Dhuys
Kanton Soulaines-Dhuys (fr. Canton de Soulaines-Dhuys) byl francouzský kanton v departementu Aube v regionu Champagne-Ardenne. Tvořilo ho 21 obcí. Zrušen byl po reformě kantonů 2014.

## Obce kantonu
- La Chaise
- Chaumesnil
- Colombé-la-Fosse
- Crespy-le-Neuf
- Éclance
- Épothémont
- Fresnay
- Fuligny
- Juzanvigny
- Lévigny
- Maisons-lès-Soulaines
- Morvilliers
- Petit-Mesnil
- La Rothière
- Saulcy
- Soulaines-Dhuys
- Thil
- Thors
- Vernonvilliers
- La Ville-aux-Bois
- Ville-sur-Terre